# Panduro (militar)

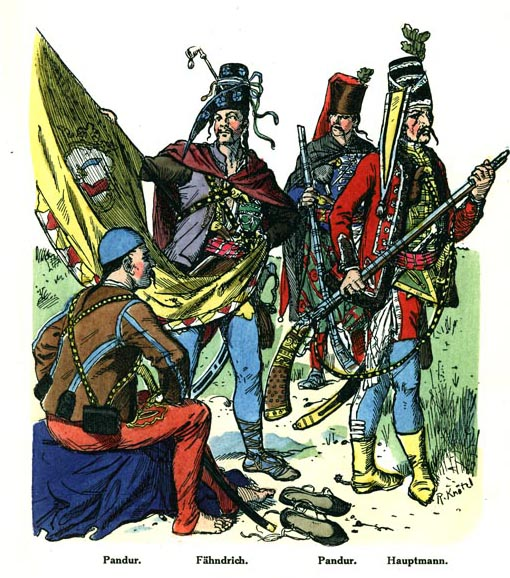
Panduros croatas de 1742

Se llamaba panduro a un soldado de la caballería ligera húngara. 
A mediados del siglo XVIII y en el reinado de María Teresa I de Austria, los panduros servían tanto en el ejército austríaco como en el turco como gente de a pie. Sus armas eran el fusil, dos pistolas, sable y puñal. Al principio, fueron una tropa irregular o especie de guerrilleros, notables por su valor y su ferocidad; pero domados poco a poco se llegó a formar con ellos una excelente caballería ligera. El nombre lo han tomado de Pandur, pueblo de Hungría.